# Тишиця (Шептицький район)
Тишиця — село в Україні, у Добротвірській селищній громаді Шептицького району Львівської області. До 2020 року Тишиця разом з селами Старий Добротвір, Долини, Козаки, Кошаковські, Маїки, Матяші, Рогалі, Рокети та Стриганка підпорядковувалися Стародобротвірській сільській раді, а нині орган місцевого самоврядування — Добротвірська селищна громада. Населення становить 306 осіб.

## Географія
Невелике село Тишиця розташоване між річками Західний Буг, Холоївка і Кийський Потік та за 62 км від обласного центру, за 30 км від районного центру та за 7 км від адміністративного центру селищної громади. За 9 км знаходиться найближча залізнична станція Добротвір.

## Населення
Станом на 1 січня 1939 року у селі мешкало 730 осіб, з них: 720 українців та 10 юдеїв. За даними всеукраїнського перепису населення 2001 року у селі мешкало 306 осіб.
Мова
Розподіл населення за рідною мовою за даними перепису 2001 року був наступним:
| українська | 306 | 100,00 |

## Історія
Розпорядженням міністра внутрішніх справ від 10 квітня 1934 року село Тишиця передане з Сокальського повіту Львівського воєводства до Кам'янецького повіту Тернопільського воєводства.

## Храм Успіння Пресвятої Богородиці

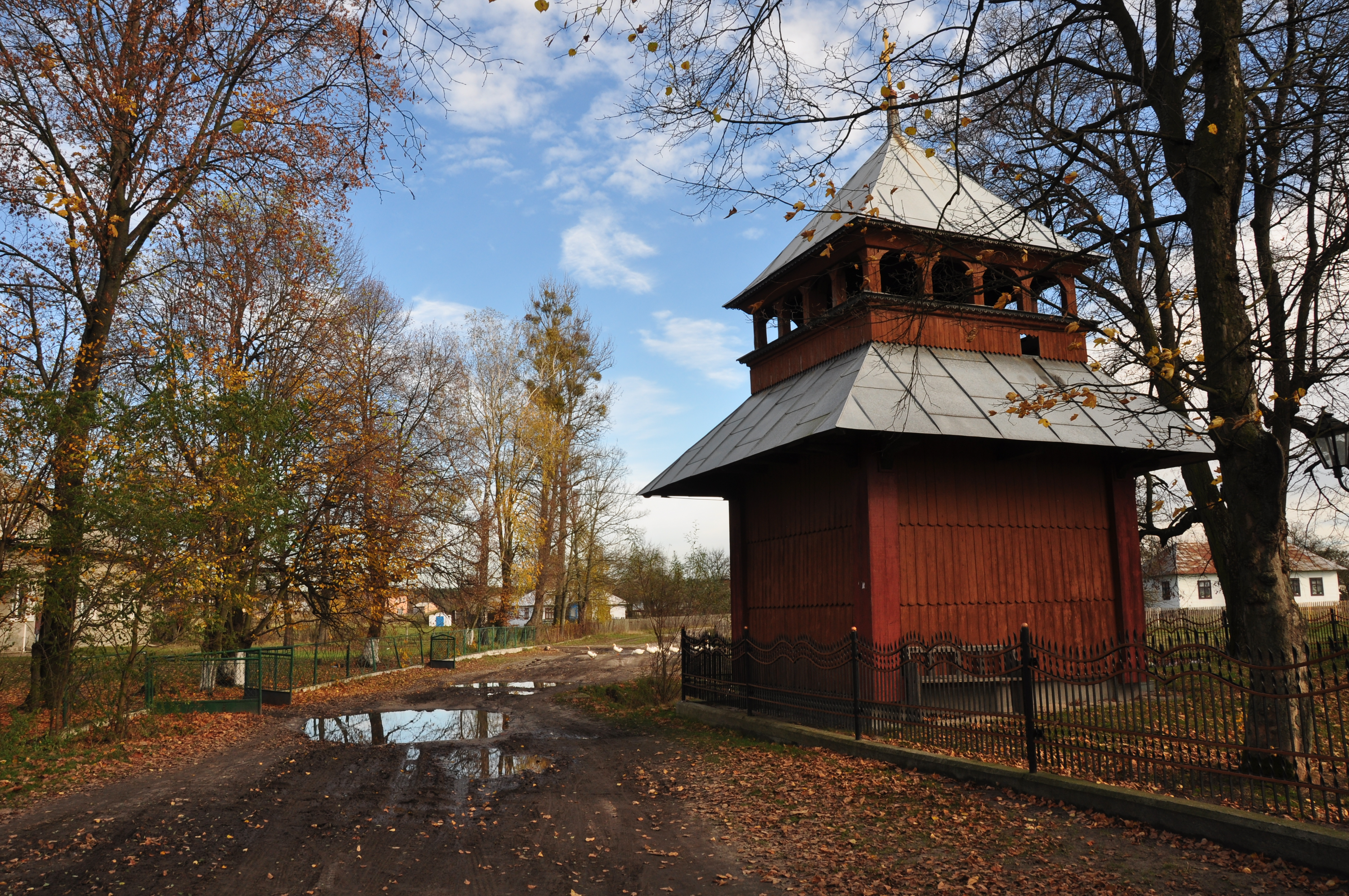
Дзвіниця церкви Успіння Пресвятої Богородиці

Попередня дерев'яна церква була збудована у XVII столітті. У 1861 році на її місці зведено теперішню дерев'яну церкву і того ж року посвячено. У 1892 році церкву розмалював маляр Домбровський, про що свідчить напис на балюстраді хорів. Зачинена у 1959—1962 роках. У 1962 році будівля церкви загорілася під час бурі від блискавки, а мешканці, які згасили вогонь, відновили її і не дали більше зачинити. Відновлена у 1990-х роках. У 2011 році святкували 150-ліття від часу побудови церкви. Нині церква перебуває у користуванні місцевої релігійної громади Сокальсько-Жовківської єпархії Української греко-католицька церкви парафії Успіння Пресвятої Богородиці.
На північний-захід від церкви розташована дерев'яна двоярусна дзвіниця, дзвони якої вважають найдзвінкішими в околиці. На сільському цвинтарі розташована передпоховальна капличка. Давніше в селі існував монастир оо. Василиян, розформований у 1744 році.

## Відомі люди
- Отець Мисак Григорій — український греко-католицький священик, редемпторист.